# Жуков, Геннадий Петрович
Геннадий Петрович Жуков (30 апреля 1924, Москва — 21 июля 2014) — юрист, специалист по международному праву и правовым вопросам освоения космоса; выпускник Всесоюзного юридического заочного института (1947), доктор юридических наук с диссертацией о проблемах освоения космоса (1966), профессор кафедры международного права РУДН (1986); директор юридического управления Международной организации гражданской авиации (1978—1979); заслуженный деятель науки РФ.

## Биография
Геннадий Жуков родился 30 апреля 1924 года в Москве; принимал участие во Второй мировой войне — получил осколочное ранение в августе 1941 года и был награжден орденом Отечественной войны I степени. После войны, в 1947 году, он стал выпускником Всесоюзного юридического заочного института (ВЮЗИ). Через четыре года он закончил аспирантуру в Институте государства и права (ИГП) АН СССР и защитил кандидатскую диссертацию по теме «Борьба СССР за демократическое разрешение вопроса о польско-германской границе» — стал кандидатом юридических наук.
В 1951 году Жуков начал преподавать как в советских ВУЗах, так и в зарубежных учебных заведениях: в частности, преподавал в московском Университете дружбы народов (1965—1969). Читал отдельные лекции и курсы лекций в университетах Австрии, Венгрии, Болгарии, Чехословакии, Франции, Канады, Греции, Швейцарии, Польши, США, Финляндии, а также — преподавал в Гаагской академии международного права. Владел английским, польским, французским и итальянским языками. В период с 1947 по 1970 год он являлся старшим научным сотрудником в ИГП АН СССР. В 1966 году успешно защитил в ИГП докторскую диссертацию на тему «Международно-правовые проблемы освоения космоса» — стал доктором юридических наук. Затем, межбу 1970 и 1978 годами, он состоял заведующим кафедрой международного права в Дипломатической академии МИД СССР.
В 1978—1979 годах Жуков занимал пост директора юридического управления в Международной организации гражданской авиации (ИКАО, Монреаль); одновременно являлся заместителем генерального секретаря ИКАО. После этого, в 1979—1981 годах, он вновь являлся старшим научным сотрудником ИГП. Возглавлял сектор ООН в отделе международных организаций Института мировой экономики и международных отношений АН СССР в период между 1981 и 1986 годами. В 1986 году занял позицию профессора на кафедре международного права, являвшейся частью юридического факультета Российского университета дружбы народов (РУДН).
Жуков стал академиком Международной академии астронавтики в 1965 году; в 1998 году он был избран членом Академии проблем дипломатических наук и международных отношений. Пятнадцать лет он являлся вице-президентом Международного института космического права, после чего стал его почетным директором. Участвовал в целом ряде международных дипломатических конференций и совещаний: включая сессии юридического подкомитета, являвшегося частью комитета ООН по космосу (1963, 1979), самого комитета ООН по космосу (1979); являлся членом рабочей группы по прямому вещанию с помощью спутников (1970) и входил в состав специального комитета по Уставу ООН и усилению роли организации, работавшему в 1975 году. В 1968 году в Вене Жуков стал участником конференции ООН по космосу, а через десять лет принял участие в Дипломатической конференции по воздушному праву; на следующий год посетил 3-ю Конференцию по морскому праву.
В 1968 году Жуков был награжден золотой медалью и грамотой Международной астронавтической федерации и Международного института космического права — «за вклад в научную разработку проблем международного космического права». В начале февраля 2010 года получил звание Заслуженного юриста России. Скончался 21 июля 2014 года.

## Работы
Геннадий Жуков являлся автором и соавтором более 350 научных публикаций, включая цикл коллективных исследований, посвященных ООН; специализировался на территориальных и гуманитарных вопросах общего международного права:
- «В интересах Японии — нейтралитет» (М., 1961);
- «Критика естественно-правовых теорий международного права» (М., 1961);
- «Космическое право» (М., 1966); «Космос и мир» (М., 1981);
- «Принципы уважения прав человека» // «Курса международного права». В 6 т.;
- «ООН и современные международные отношения» (М., 1986);
- «Словарь международного космического права» (М., 1994) (соавт.).
- Актуальные проблемы международного космического права / Г. П. Жуков // Советский ежегодник международного права. 1977 = Soviet year-book of international law. 1977 / Советская Ассоциация международного права. — М.: Наука, 1979. — С. 186—203.
- Польский юрист об определении агрессии // Советское государство и право. — М., 1954. — № 3. — С. 142—144. — Рецензия на кн.: Ян Балицкий. Понятие агрессии в международном праве. Варшава, 1952 г.